# Miles Davis
Miles Dewey Davis III (Alton, Illinois, 26 de mayo de 1926-Santa Mónica, California, 28 de septiembre de 1991), conocido como Miles Davis, fue un trompetista y compositor estadounidense de jazz.
Se trata de una de las figuras más relevantes, innovadoras e influyentes de la historia del jazz, junto con artistas como Louis Armstrong, Duke Ellington, Charlie Parker o John Coltrane. La carrera de Davis, que abarca cincuenta años, recorre la historia del jazz a lo largo de toda la segunda mitad del siglo XX, caracterizándose por su constante evolución y búsqueda de nuevos caminos artísticos: Davis participa con igual fuerza del bebop y del cool, como del hardbop y de la vanguardia jazzística, sobre todo en su vertiente modal y de fusión con el rock y el funk. El sonido de su trompeta es característico por su uso de la sordina de acero Harmon, que le proporcionaba un toque más personal e íntimo; el sonido es suave y melódico, a base de notas cortas, tendente al lirismo y a la introspección.

## Carrera

### Origen
Davis era hijo de un dentista, Miles Dewey Davis, Jr., y de una profesora de música, Cleota Mae (de soltera, Henry) Davis. Era una familia afrodescendiente de clase media, que se trasladó poco después de su nacimiento a East St. Louis, Illinois. Se interesó por la música durante su infancia y, aproximadamente a los doce años, comenzó a recibir clases de trompeta. Mientras estudiaba en institutos, se desempeñó laboralmente tocando en bares locales y a los 16 años ya tocaba fuera de la ciudad durante los fines de semana. A los 17 se unió a los Eddie Randle's Blue Devils, una banda regional de San Luis, llegando a convertirse en su director musical.

### 1944-1947: Bebop
Su primera incursión en la primera línea del jazz se produjo en 1944 cuando la banda de Billy Eckstine estaba de gira por la ciudad. Ante la baja de su trompetista, Davis fue invitado a sumarse durante dos semanas. La orquesta contaba entre sus músicos con Charlie Parker y Dizzy Gillespie, artífices del emergente estilo bebop, caracterizado por su rapidez en la interpretación, solos inventivos y variaciones rítmicas muy dinámicas. El joven Davis, que venía de un estilo completamente diferente, tuvo que amoldarse a la novedad. Tras esta experiencia, decidió ir a Nueva York para asistir a la prestigiosa Juilliard School.
Interesado en la escena del nuevo jazz, se convirtió en un asiduo participante de las jam sessions del club Minton's Playhouse, donde volvió a encontrar a Parker y se convirtió en su acompañante ocasional. A mediados de 1945 abandonó sus estudios académicos para dedicarse por entero a su carrera como jazzista. En noviembre del mismo año, participó en la histórica primera sesión de Charlie Parker como líder para Savoy Records. Posteriormente, se unió a la formación de Benny Carter y tocó de nuevo con Eckstine. 
Ya como miembro fijo del quinteto clásico de Charlie Parker, participó en algunas de las grabaciones más famosas de la historia del bebop, como Yardbird Suite, A Night In Tunisia, Donna Lee y Ornithology. Sólo en parte debido a su inexperiencia, Davis dio desde el comienzo muestras de un estilo suave y minimalista que contrastaba fuertemente con el virtuosismo excéntrico de los grandes referentes de la trompeta en el bebop, como Dizzy Gillespie o Fats Navarro. En 1947 realizó su debut como líder en una sesión aislada junto a Parker, el pianista John Lewis, el bajo Nelson Boyd y el batería Max Roach.

### 1948-1950: Birth of the Cool
Durante 1948, Davis frecuentó el apartamento de Gil Evans, donde él y otros músicos impulsaron un ámbito de discusión y puesta en práctica de nuevas ideas para ampliar los horizontes del jazz, en algunos casos acercándolo a la música clásica contemporánea. De estas reuniones surgió el proyecto del Miles Davis Nonet, apadrinado por Evans e impulsado por Davis, Gerry Mulligan, John Lewis y Max Roach. El grupo buscaba replicar con la menor cantidad posible de músicos el sonido que los arreglos de Evans imprimían a la orquesta de Thornhill, cuyas marcas eran la incorporación de la tuba y el corno francés, el estilo sin vibrato, y la prescindencia de las tradicionales secciones de vientos para conseguir un sonido más integrado y complejo en sus texturas. Con menos lugar para la improvisación y más para la música escrita, cobrarían particular importancia los arreglos realizados Mulligan, Lewis y el propio Gil Evans.
Además de la trompeta de Davis, la banda contaba con un saxo alto, un saxo barítono, un trombón, un corno francés, una tuba y la sección rítmica tradicional de piano, contrabajo y batería
. En septiembre de 1948 realizaron dos conciertos en el Royal Roost, que le consiguieron a Davis un contrato con Capitol Records para grabar con el noneto en estudio. De las tres sesiones realizadas entre 1949 y 1950 surgieron 12 grabaciones que, en principio, no llamaron excesivamente la atención. Capitol lo consideró un fracaso comercial y no le renovó el contrato a Davis, siendo el noneto la única tentativa del músico en esta dirección. 
La crítica sí prestó cierta atención al innovador trabajo del grupo, con su sonido relajado y sus armonías deudoras de la música clásica contemporánea. Con el tiempo acabaría siendo una referencia vital a la hora de comprender los desarrollos del cool jazz y el third stream, movimientos que tuvieron entre sus máximos exponentes a varios de los músicos del grupo de Davis. Entre ellos, cabe mencionar a Gerry Mulligan, John Lewis, Lee Konitz, Gunther Schuller, Kai Winding, J. J. Johnson y Kenny Clarke. En febrero de 1957, Capitol editó los 12 temas en un álbum titulado sugerentemente Birth of the Cool, el cual acabó por obtener un disco de platino y ser añadido al Grammy Hall of Fame. The Guardian ubicó al trabajo del noneto como uno 50 momentos cruciales de la historia del jazz.

### 1949-1955: Problemas con drogas y hard bop
Tras dejar a Parker y ser reemplazado por Kenny Dorham, Davis se unió a una nueva formación con el pianista Tadd Dameron. En mayo de 1949 viajaron a París para participar en el Festival International de Jazz de Salle Pleyel. Allí recibió un trato de estrella por parte de la intelectualidad francesa, muy abierta a las novedades del jazz moderno. Conoció a Picasso y a Sartre, y tuvo un intenso romance con la actriz y cantante Juliette Gréco. La estadía en Francia causó una profunda impresión en Davis, al hacerlo dimensionar la injusticia y falta de oportunidades que, como afroamericano, debía sufrir en una sociedad mucho más atravesada por el racismo como lo era la de Estados Unidos.
A la vuelta de Francia, cayó en un pozo depresivo y una adicción a la heroína que afectó negativamente su carrera musical. Cuando esto se hizo público a raíz de su arresto por posesión de drogas, le fue más difícil conseguir contratos y formar grupos estables. Entre 1951 y 1953 realizó sesiones como líder para Prestige y Blue Note, que alternan entre un sonido a tono con las corrientes del bebop tardío, y otras más cerca del cool jazz, tocando en el registro medio de la trompeta. Acabó dejando Nueva York para superar su adicción, que estaba repercutiendo en la calidad de sus interpretaciones.
Ya libre de la heroína, volvió a Nueva York en 1954 para realizar una serie de grabaciones seminales como líder para Prestige, junto a varios de los artistas que también tenían contrato contrato con el sello. Entre estos se contaban Horace Silver, Sonny Rollins, Kenny Clarke, Percy Heath, Milt Jackson y Thelonious Monk. Los álbumes resultantes destacaban mediante títulos como "Modern Jazz Giants" o "All Stars Sextet" la cantidad de figuras de peso de la vanguardia del jazz que coincidieron en dichas sesiones. Esto no dejó de generar roces como en el famoso episodio en el que Davis pidió a Monk que no tocara el piano durante su solo en "Bags Groove".
De las sesiones para Prestige, y principalmente del tema "Walkin'", surgió también un sonido que representaba una vuelta a las notas más agresivas del bebop, a la vez que incorporaba elementos del rhythm and blues. Los críticos llamaron hard bop a este nuevo estilo, que se oponía en parte al sonido calmo y distendido del cool jazz al que el propio Davis contribuyó a definir. Una vez más, pero no la última, el trompetista se halló en la vanguardia de la escena del jazz moderno marcando el camino para otros músicos.

### 1955-1957: Firma con Columbia y primer gran quinteto
En julio de 1955, la carrera de Davis tomó un giro considerable cuando consiguió una reserva de última hora para tocar en el Festival de Jazz de Newport. El grupo formado para la ocasión contaba con estrellas ya consolidadas como Zoot Sims, Gerry Mulligan y Thelonious Monk. Su actuación fue aclamada por la audiencia como también por los críticos, que la señalaron como el punto más destacado del festival. Los espectadores quedaron impresionados por la interpretación de 'Round Midnight y, en particular, por el solo de Davis tocando la trompeta con la sordina Harmon, como era su práctica habitual. En su autobiografía, Davis relata cómo a la salida se encontró con una multitud de periodistas y representantes de discográficas interesados en su música. A partir de allí "las cosas empezaron a suceder", en palabras del trompetista. Sus grabaciones anteriores comenzaron a ser relanzadas en un contexto más favorable para su comercialización, y al reconocimiento que ya tenía en los entornos especializados del jazz se sumó el del público más general. El sonido solemne y la imagen sobria dieron a Davis la reputación de músico clásico moderno que necesitaba para impulsar su carrera. Fue elegido como el mejor trompetista de 1955 en la encuesta de los lectores de Down Beat, convirtiéndose así en la nueva estrella emergente del jazz moderno.
Entre sus espectadores en Newport se encontraba el productor George Avakian, quien le ofreció al año siguiente un contrato millonario con Columbia Records, el mayor sello discográfico de Estados Unidos en ese entonces. Posibilitado así para formar un grupo estable, Davis incorporó al pianista Red Garland, el saxofonista John Coltrane, el bajista Paul Chambers y el baterista Philly Joe Jones al que fue conocido posteriormente como su "Primer Gran Quinteto". Debutaron en Columbia grabando el álbum Round About Midnight, que presentó el sonido de Davis al gran público y contó con una mayor exposición que todos sus trabajos anteriores, convirtiéndose en su primer éxito comercial.
El contrato con Columbia sólo fue posible gracias a la condición de que sus grabaciones para el sello permanecieran inéditas hasta que el compromiso anterior de Davis con Prestige Records expirase. Por esta razón, el quinteto grabó 26 pistas a lo largo de dos sesiones intensivas, celebradas el 11 de mayo y el 26 de octubre de 1956. Prestige transformó el trabajo en una serie de 4 álbumes que fueron publicados en los años siguientes, a medida que la estrella de Davis se acrecentaba: Cookin'  (1957), Relaxin' (1958), Workin' (1959), y Steamin' (1961).
El repertorio del quinteto incluía una mezcla de temas de bebop, baladas, y canciones del Great American Songbook. Mientras Davis interpretaba solos largos, ligados y esencialmente melódicos, Coltrane, que durante estos años emergió como una figura destacada en la escena musical, contrastó tocando solos más enérgicos y desafiantes. Red Garland recibió de Davis el pedido de que "tocara como Ahmad Jamal", artista que ejercía una profunda influencia sobre el trompetista por su manejo de las pausas y los acordes en bloque. Estos trabajos fueron fundamentales en el establecimiento del quinteto de Davis como uno de los más influyentes en la escena del nuevo jazz, llegando a ser catalogado por Bob Weinstock como "los Louis Armstrong and his Hot Five del jazz moderno". Gran parte de las canciones de su repertorio se convirtieron posteriormente en estándares del jazz, siendo las interpretaciones del quinteto referencias obligadas. Particularmente notables y celebradas fueron sus modernas rendiciones de baladas como 'Round Midnight, My Funny Valentine e It Never Entered My Mind.
Davis comenzó su primera gira con el quinteto en diciembre de 1956, tras un corto periplo en Europa con los Birdland All Stars. No estuvo exenta de fricciones internas: Davis se había cansado de las adicciones a las drogas de Jones y Coltrane, que los hacían llegar tarde a los conciertos o a veces no llegar en absoluto. Despidió a ambos a finales de la gira en marzo de 1957, para sustituirlos por el saxofonista Sonny Rollins y el baterista Art Taylor.

### 1957-1964:Third stream, jazz modalyapogeo
En mayo de 1957, tres meses después de la reedición de las grabaciones de Birth of the Cool, Columbia asoció nuevamente a Davis con Gil Evans para la grabación de su segundo álbum para el sello: Miles Ahead. Tocando en esta ocasión el fliscorno, Davis se puso al frente de una big band de 16 músicos para llevar más lejos el concepto musical de Birth of the Cool, realizando solos sumamente expresivos dentro de los espacios que le reservaban los innovadores arreglos de Evans. La apuesta tuvo un gran éxito comercial y de crítica, dando comienzo a una asidua colaboración entre los dos músicos. En 1959 versionaron la ópera de George Gershwin Porgy and Bess: el álbum homónimo resultante fue el más popular de Davis -en términos de ventas- hasta 1970, cuando fue superado por Bitches Brew. Para Sketches of Spain (1960), Evans adaptó para fliscorno y big band el Concierto de Aranjuez de Joaquín Rodrigo, en un arreglo novedoso que suele ser considerado el mayor intento de fusionar música clásica y jazz, dentro de lo que se dio en llamar la "tercera corriente" (third stream). Los tres álbumes fueron introducidos al Grammy Hall of Fame: Miles Ahead en 1994, Sketches of Spain en 1997 y Porgy and Bess en 2000.
En noviembre de 1957, Davis regresó a París para grabar la banda sonora de la película de Louis Malle, Ascensor para el cadalso (1958). Con la ayuda de los músicos de sesión franceses Barney Wilen, Pierre Michelot y René Urtreger, y del batería Kenny Clarke, el grupo grabó la música sin confiar en material escrito, improvisando mientras veían la película en una pantalla en el estudio, sobre la base de unos pocos rudimentos armónicos provistos por Davis. El álbum resultante fue nominado para la 2.ª edición de los Grammy en la categoría de mejor interpretación de jazz. 
A su vuelta de París, Davis reformó su banda con los retornos de Coltrane y Jones, más la adición de Cannonball Adderley en el saxo alto. Durante estos años, entró en contacto con las ideas de George Allan Russell (plasmadas en su Concepto Cromático Lidio de Organización Tonal) y comenzó a experimentar con armonías modales en su música. El primer álbum que mostró claramente este interés fue Milestones (Columbia, 1958), en el que toma particular protagonismo el nuevo estilo de improvisación de Coltrane, que Ira Gitler denominó "hojas de sonido". Al mes siguiente, Davis reemplazó a Jones por el baterista Jimmy Cobb e invitó a Garland a salir del grupo. Quería un nuevo pianista que pudiera adentrarse en el jazz modal y lo encontró en Bill Evans, formado en un fondo clásico impresionista y fuertemente influenciado por Lennie Tristano. Evans permaneció unos meses como el pianista estable del sexteto, pero abandonó la formación hacia fines de 1958, siendo reemplazado por Wynton Kelly. 
Davis logró reunir nuevamente a Evans y a Coltrane en los estudios de Columbia para grabar Kind of Blue entre marzo y abril de 1959. Este álbum fue la mayor incursión del sexteto en el jazz modal y es considerado el magnum opus de Davis. Evans tuvo un papel tan importante como el del líder en la concreción del proyecto, siendo compositor de dos de sus cinco canciones. Sin alcanzar un éxito comercial inmediato, con el paso de las décadas Kind of Blue se convirtió en el trabajo más reconocido y popular del trompetista, consiguiendo el disco de oro en los Estados Unidos al superar las dos millones de ventas. Desde fines del siglo XX,  es el álbum más vendido de la historia del jazz, y todas sus canciones ("So What", "Freddie Freeloader", "Blue in Green", "All Blues", "Flamenco Sketches") alcanzaron el grado de clásicos del género. Además de Davis y Evans, participaron en las sesiones John Coltrane, Wynton Kelly, Paul Chambers, Jimmy Cobb y Cannonball Adderley.
El éxito de los trabajos del quinteto y las colaboraciones de Davis con Gil Evans lanzaron al trompetista hacia el estrellato mundial, hecho que no dejó de repercutir en las carreras de sus músicos. John Coltrane ya brillaba con luz propia desde su retorno a la banda en 1958, y tanto él como Evans y Adderley desarrollaron exitosas carreras en solitario en los años posteriores. Sólo Kelly y Cobb continuaron en el grupo después de la grabación de Kind of Blue, y si bien Davis pudo seguir contando con Coltrane para sus giras de 1960 y 1961, debió acudir a Sonny Stitt, Hank Mobley y George Coleman en sus nuevas grabaciones en vivo y en estudio.
Los últimos trabajos de este período suelen ser consideradas obras menores dentro de la vasta discografía de Davis, aún si fueron apreciadas en su momento y gozaron de buenos números de ventas, como es el caso de los álbumes Someday My Prince Will Come (Columbia, 1961) y Seven Steps to Heaven (Columbia, 1963). Su última colaboración con Evans fue una incursión en el bossa nova que ambos abandonaron después de tres sesiones poco productivas en 1963.
1964-75: Segundo quinteto y período eléctrico
Tras recuperarse de una fractura de pierna, Davis volvió a la carga rodeándose de músicos imbuidos de nuevas ideas. Fue así que invitó a su banda a los jóvenes Ron Carter en contrabajo, Herbie Hancock en piano y Tony Williams en batería. Su llamado "Segundo Gran Quinteto" quedó completo con la llegada de Wayne Shorter como saxo tenor y director musical del grupo. Sin embargo, todos los músicos aportaron sus propias composiciones y arreglos para imprimir al quinteto una estética a medio camino entre el modalismo hardbop y la vanguardia free, tan en boga en esos años gracias a músicos como Ornette Coleman y el propio Coltrane. La producción de Teo Macero coloca en su discografía títulos como E.S.P., Miles Smiles o Nefertiti, los cuales fueron referencia importante dentro de la corriente del post-bop. Hancock y Shorter también incursionaron con éxito por este camino en sus grabaciones en solitario para Blue Note, paralelas a las de su trabajo con Davis.
El impulso musical del quinteto sería tal que prontamente llevaría a Davis a encabezar una vez más la vanguardia de una nueva corriente de jazz. Influenciado por músicos que admiraba como Jimi Hendrix o Sly and the Family Stone, incorporó instrumentos electrónicos en Filles De Kilimanjaro, In a Silent Way, y Bitches Brew. Este último álbum vino a cambiar definitivamente la escena del jazz, y ejerció una gran influencia en la escena del jazz rock de la década del setenta.
Davis había reemplazado a Ron Carter por el inglés Dave Holland, con él llegó el guitarrista John McLaughlin, y se unieron Chick Corea y Joe Zawinul como teclistas. Por esos combos pasaron también Bennie Maupin, Keith Jarrett, George Benson, Billy Cobham y Jack DeJohnette, entre otros. Todos estos músicos experimentaran con la fusión del jazz y el rock siguiendo el impulso inicial de Davis. Herbie Hancock formó The Headhunters con Bennie Maupin; Shorter y Zawinul formaron Weather Report con Jaco Pastorius; McLaughlin, la Mahavishnu Orchestra con Jean Luc Ponty, Jerry Goodman, Rick Laird, Jan Hammer y Cobham; Chick Corea formó por su parte la banda Return to Forever con Stanley Clarke. 
Durante la década de 1970, la falta de nuevas ideas, la afición a las drogas y un aparatoso accidente automovilístico en 1972 acabaron por apartar a Davis de la escena musical durante un largo periodo. Entre 1975 y 1980 no publicó ningún nuevo trabajo.

### Últimos años (1981-1991)
Miles Davis vuelve a la superficie en 1981 con el álbum The Man with the Horn. Los críticos sintieron que la interpretación errática mostraba los efectos de su retiro de cinco años, pero recuperó constantemente sus poderes durante los años siguientes. A lo largo de la década de 1980, Davis se concentró principalmente en la música de baile jazz rock, pero también realizó experimentos notables en otras direcciones, como el regreso a sus raíces de blues (Star People, 1982) y un conjunto de números orquestales influenciados por Gil Evans (Music from Siesta, 1987).
En el curso de los años 80, registra álbumes de jazz fusión, con grupos que, como es habitual en él, son formados de jóvenes músicos desconocidos que después serán célebres: Marcus Miller, John Scofield, Darryl Jones, Mike Stern, Kenny Garrett, Mino Cinelu, etc. A partir de ese momento, Miles Davis será también un «iniciador», que permitirá a muchos aficionados a la música rock descubrir la belleza de un silencio, de una respiración, en el seno de una armonía cargada de emociones y de energía. Gracias a él, el jazz, término que él encontraba cada vez más restrictivo, podía alcanzar a un público más amplio y continuar su renovación. 
En 1985 interpretó repertorio de Michael Jackson (Human Nature) y Cyndi Lauper (Time After Time) en su polémico álbum You're Under Arrest en 1985, reavivando una vez más la polémica sobre las direcciones que podía tomar el jazz, rechazando el tradicionalismo neo bop de Wynton Marsalis y sus acólitos. En 1986, Miles Davis abandona Columbia Records por Warner. El estilo del arreglista y bajista Marcus Miller impregna Tutu, y también el álbum siguiente, Amandla, publicado en 1989. Como solista del grupo, eligió al saxo alto Kenny Garrett. En este periodo Davis se prodiga particularmente en las actuaciones en directo, dejando protagonismo a sus músicos, pero moviendo todos los hilos sobre el escenario, buscando siempre alcanzar y transmitir lo que él denominaba «el espíritu de la música». 
Miles Davis ganó varios Premios Grammy durante este período, por álbumes como We Want Miles (1982), Tutu (1986) y Aura (1989). 
Uno de los eventos más memorables de los últimos años de Davis ocurrió en el Festival de Jazz de Montreux en 1991, cuando se unió a una orquesta dirigida por Quincy Jones para interpretar algunos de los arreglos clásicos de Gil Evans de finales de la década de 1950. 
El 28 de septiembre de 1991, Miles Davis muere a la edad de 65 años en el hospital St John de Santa Mónica, cerca de Los Ángeles, donde estaba ingresado por sus problemas de salud. Su último álbum, Doo-Bop (1992), fue lanzado póstumamente. Está enterrado en el cementerio de Woodlawn de Nueva York.
La muerte de Davis interrumpió el proyecto de reinterpretar las canciones del noneto de los años 40, que Gerry Mulligan acabó llevando a cabo junto al resto de los músicos supervivientes en el álbum Re-Birth of the Cool (GRP, 1992). De modo similar, Herbie Hancock reunió a los miembros del segundo quinteto para grabar A Tribute to Miles (Qwest, 1994). En ambos casos, Wallace Roney ocupó el lugar del legendario trompetista.

## Discografía

### Álbumes de estudio
| Sello discográfico: Prestige/Blue Note (1951–1961) - 1951: The New Sounds - 1952: Young Man With A Horn - 1953: Blue Period - 1953: The Compositions Of Al Cohn - 1953: Miles Davis Volume 2 - 1954: Miles Davis Volume 3 - 1954: Miles Davis Quartet - 1954: Miles Davis All-Star Sextet - 1954: Miles Davis Quintet - 1954: Miles Davis with Sonny Rollins - 1955: Miles Davis All Stars, Vol 1 - 1955: Miles Davis All Stars, Vol 2 - 1955: Musings - 1955: Blue Moods - 1956: Dig - 1956: Miles: The New Miles Davis Quintet - 1956: Miles Davis and Horns - 1956: Quintet / Sextet - 1956: Collectors' Items - 1956: Blue Haze - 1957: Walkin´ - 1957: Cookin´ - 1957: Bags´ Groove - 1958: Relaxin´ - 1959: Miles Davis And The Modern Jazz Giants - 1959: Workin´ - 1961: Steamin´ Sello discográfico: Columbia (1955–1975) - 1957: 'Round About Midnight - 1957: Miles Ahead - 1958: Milestones - 1958: Jazz Track - 1958: Porgy and Bess - 1959: Kind of Blue - 1960: Sketches of Spain - 1961: Someday My Prince Will Come - 1963: Quiet Nights - 1963: Seven Steps to Heaven - 1965: E.S.P. - 1967: Miles Smiles - 1967: Sorcerer - 1967: Nefertiti - 1968: Miles In The Sky - 1968: Filles De Kilimanjaro - 1969: In a Silent Way - 1970: Bitches Brew - 1971: Jack Johnson - 1971: Live-Evil - 1972: On The Corner - 1974: Big Fun - 1974: Get Up With It - 1976: Water Babies Sello discográfico: Columbia/Warner Bros. (1981–1991) - 1981: The Man With The Horn - 1983: Star People - 1984: Decoy - 1985: You're Under Arrest - 1986: Tutu - 1989: Amandla - 1989: Aura - 1992: Doo-Bop (póstumo) - 2019: Rubberband (póstumo) |

## Galería

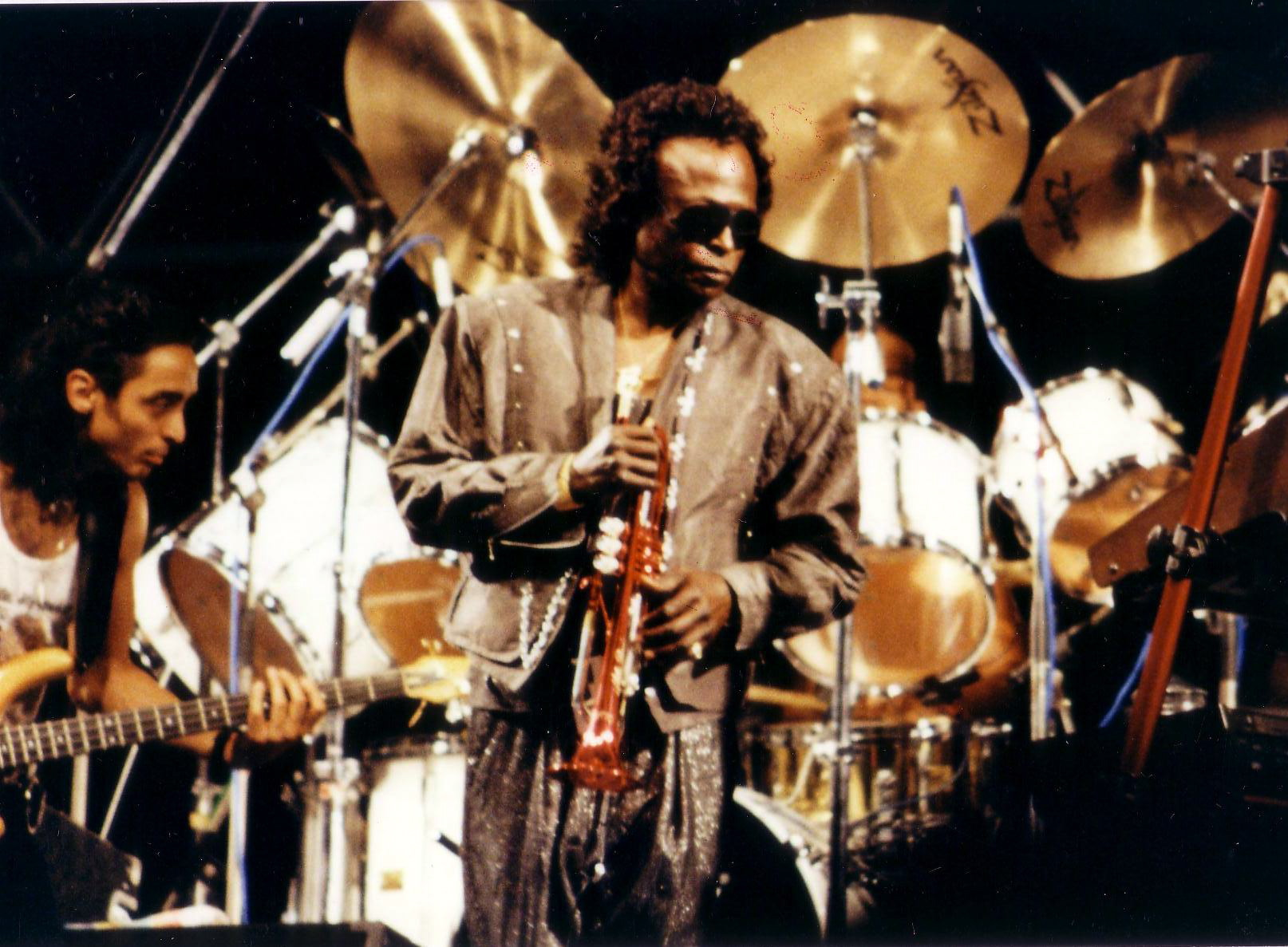
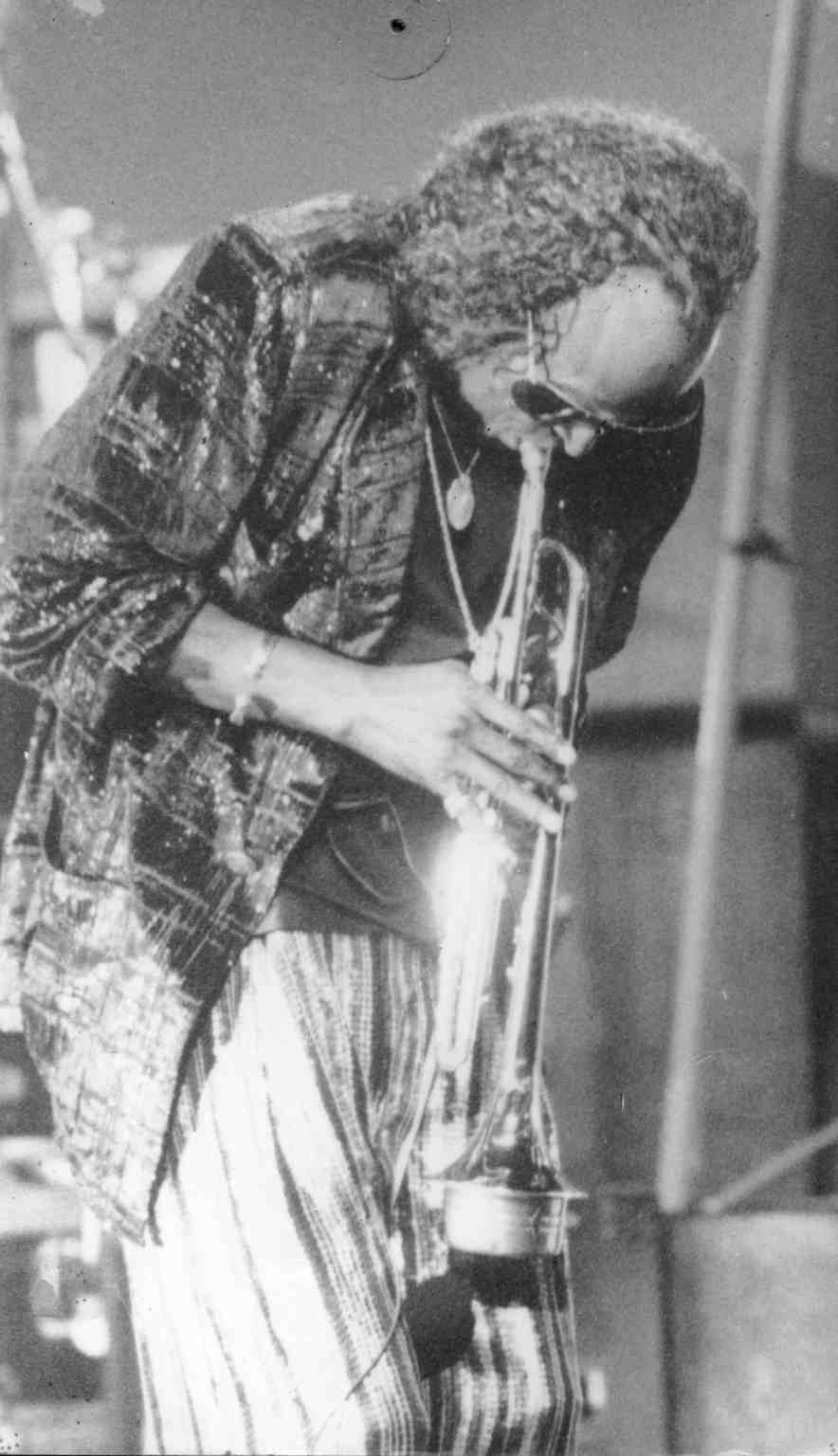
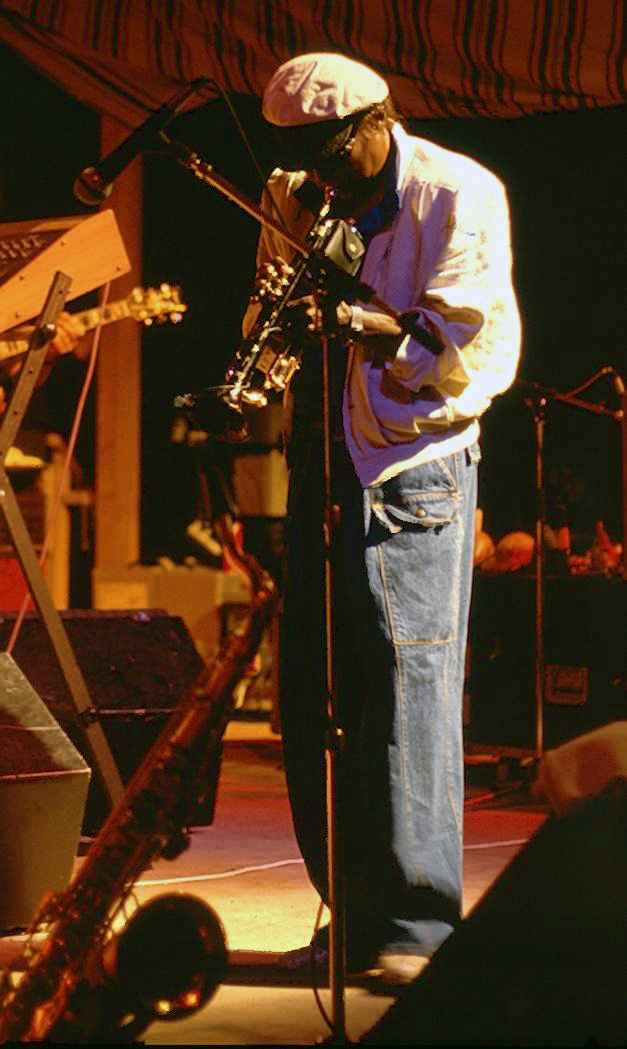
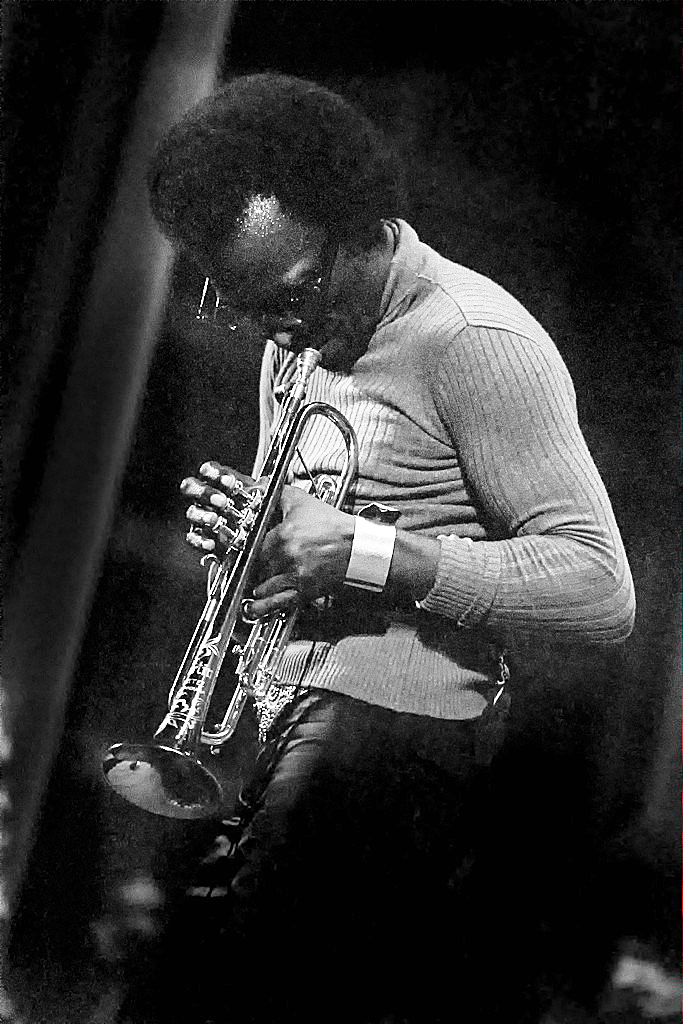
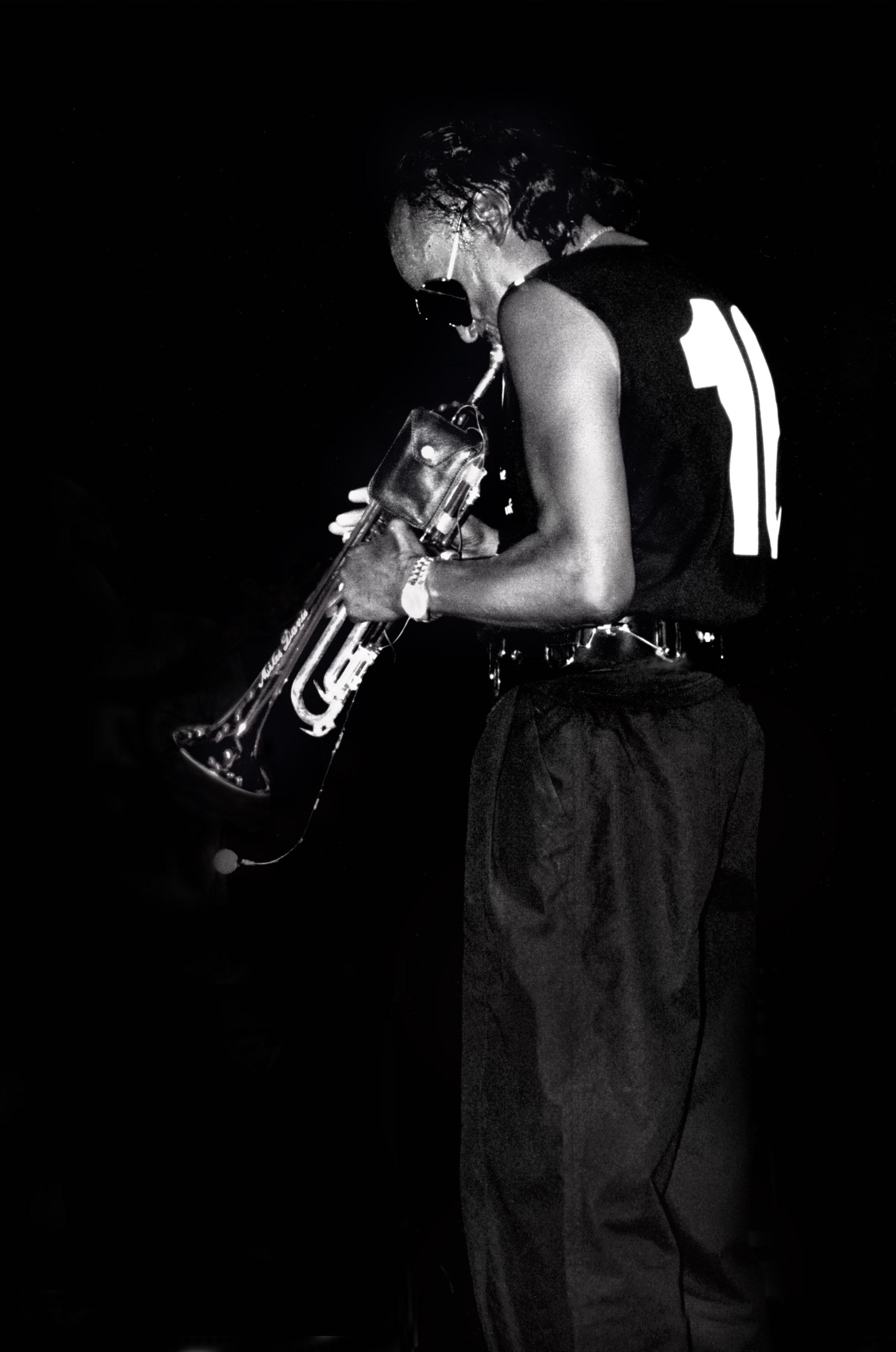
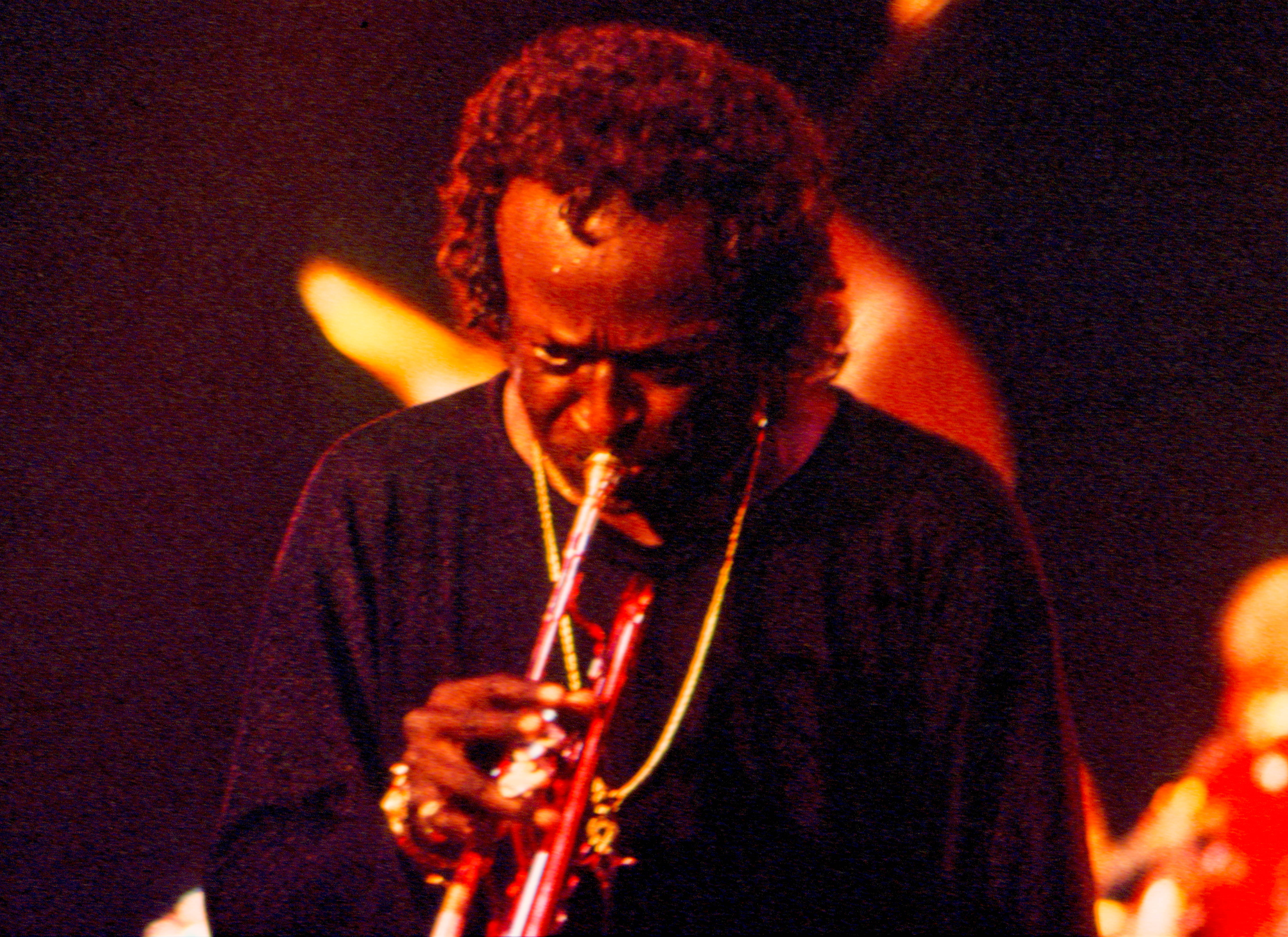
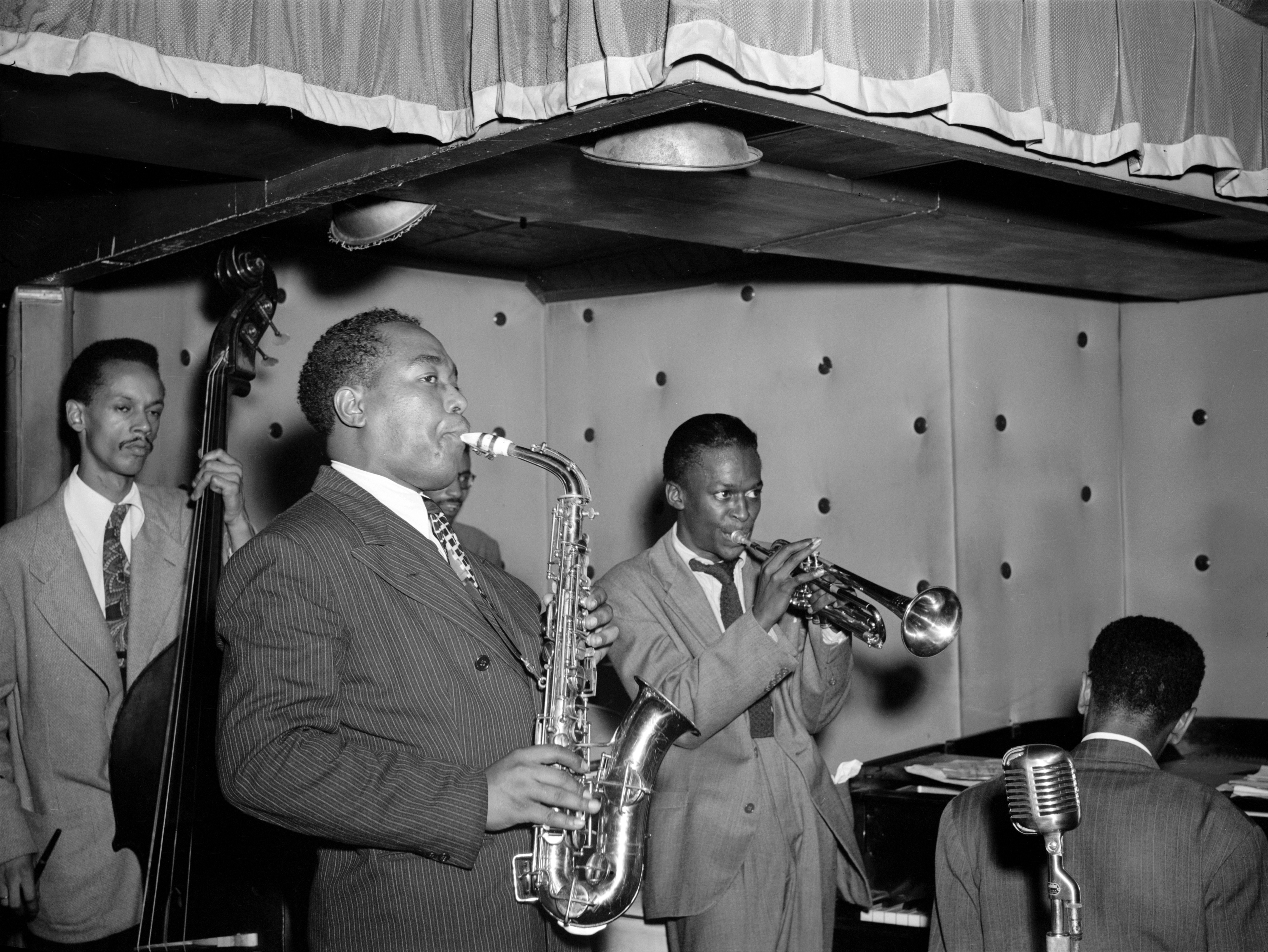